# Micragrotis allaudi
Micragrotis allaudi är en fjärilsart som beskrevs av François Louis Nompar de Caumont de Laporte 1984. Micragrotis allaudi ingår i släktet Micragrotis och familjen nattflyn. Inga underarter finns listade i Catalogue of Life.